# إي جن كي
إي جن كي (بالصينية: 鄂君啟) هو سيد ولاية إي (في حقبة الممالك المتحاربة في القرن الرابع)، وابن الملك هواي تشو، سنوات حياته غير معروفة. ويُعرف إي جن كي في الغالب بسبب السجلات فريدة الشكل التي وجهها له الملك. وتم اكتشاف هذه السجلات في إقليم شو بمقاطعة آنهوي في نيسان (أبريل) 1957.

## الأدب
- فالكنهاوزن، لوثر فون. «السجلات المعدنية إلى إي جن كي: النصوص المدونة وسياقات الشعائر». في نصوص وشعائر لأوائل الصينيين، مارتن كيرن، 79-123. سياتل: صحيفة جامعة واشنطن، 2005.